# Frederick Akbar Mahomed
Frederick Henry Horatio Akbar Mahomed (1849-1884)  foi um médico Inglês internacionalmente conhecido, nos fins do  século XIX.
Começou os seus estudos de medicina em 1867, aos 18 anos, no "Sussex County Hospital" em Brighton. dois anos mais tarde, em outubro de 1869, entrou para o  Guy's Hospital, em Londres como aluno de medicina. Foi um excelente estudante e em 1871 ganhou o "student Pupils' Physical Society prize" pelo seu trabalho no esfigmomanómetro. Foi aceite como membro do Royal College of Surgeons em 1872.